# Abtei St. Hildegard (Rüdesheim am Rhein)

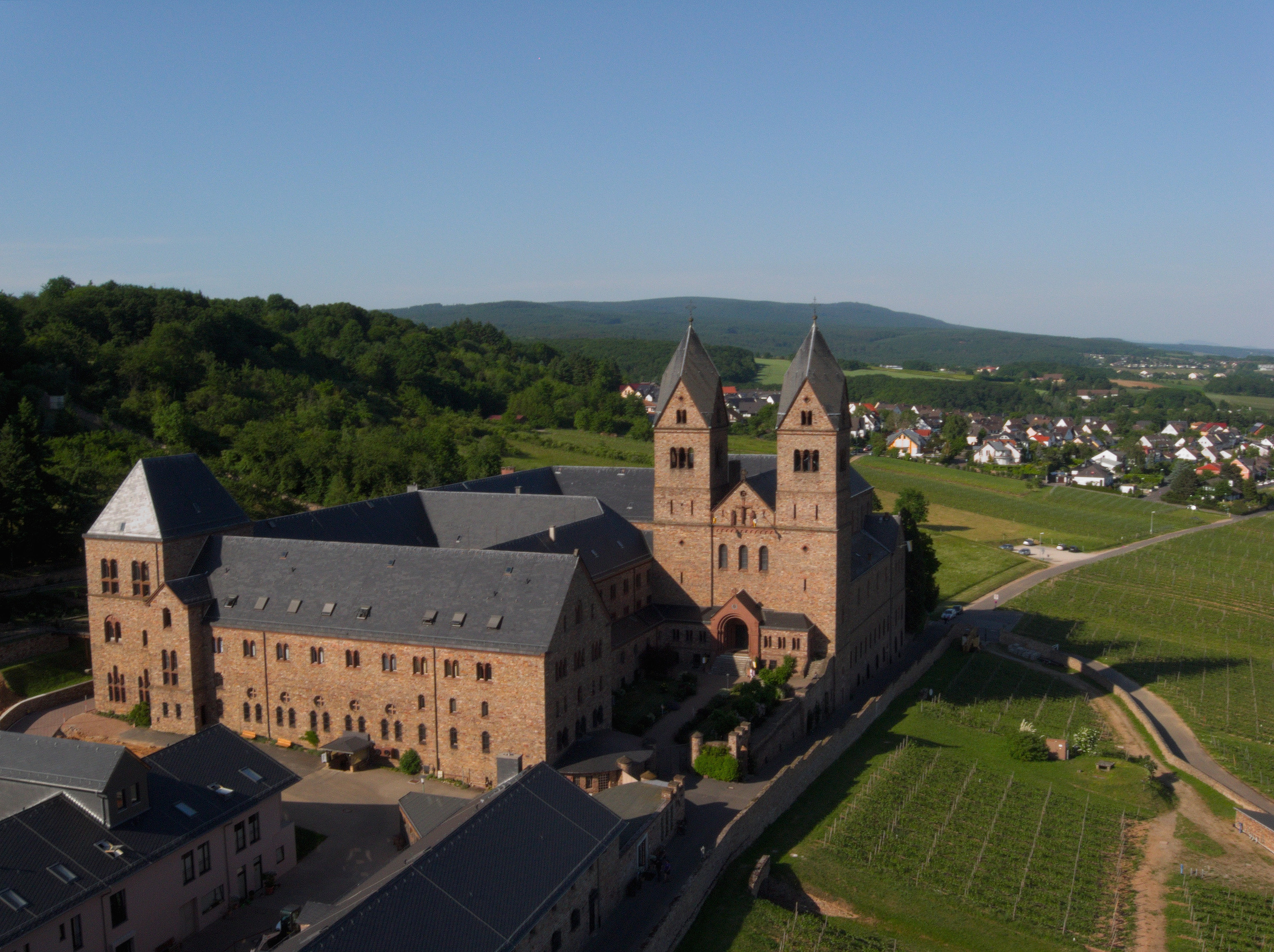
Luftaufnahme der Abtei St. Hildegard

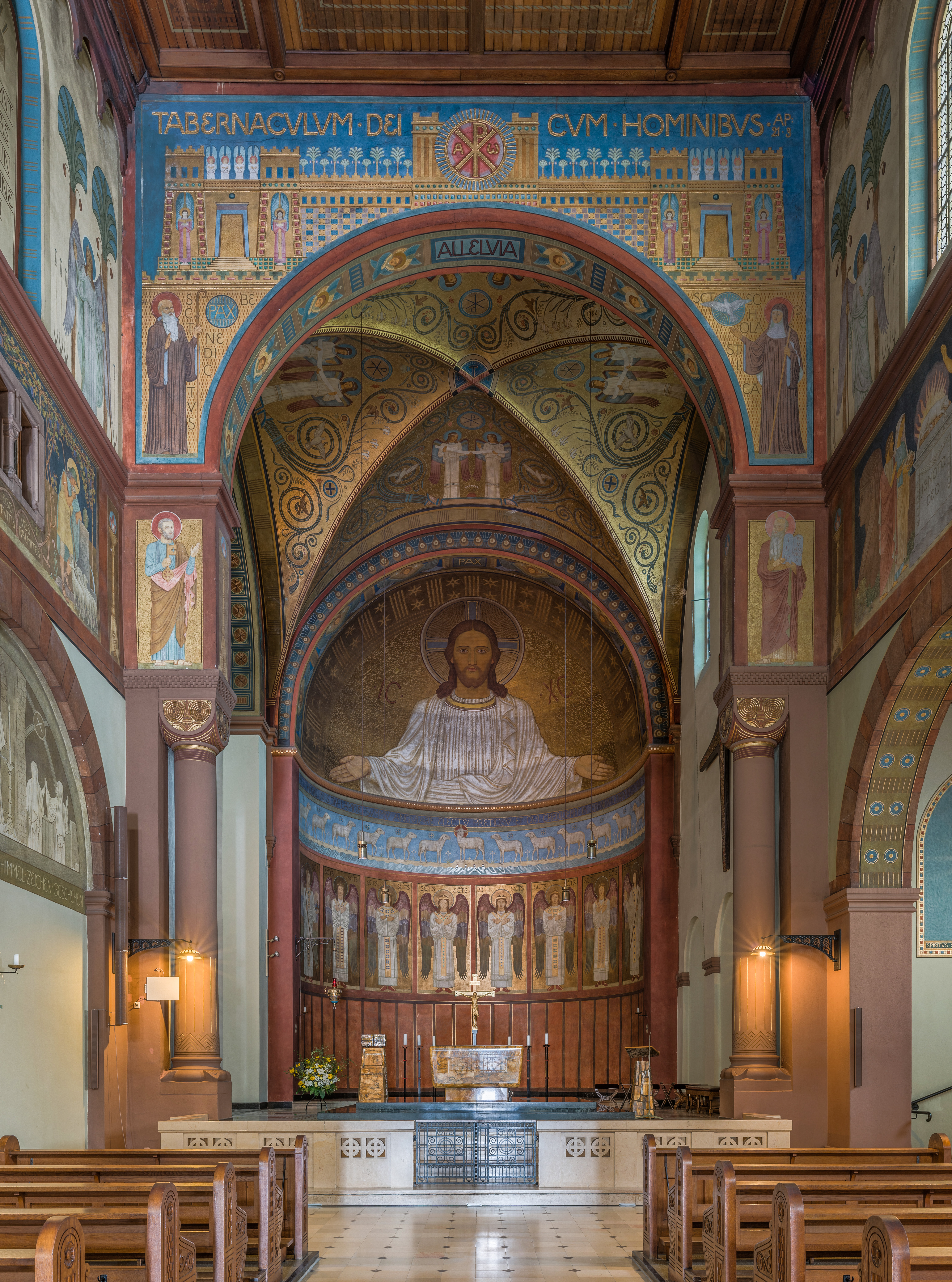
Altarraum der Abteikirche

Die Abtei St. Hildegard ist ein Benediktinerinnenkloster in Eibingen bei Rüdesheim im Bistum Limburg. Seit 2002 ist die Abtei Teil des UNESCO-Welterbes Oberes Mittelrheintal.

## Geschichte
Die am 2. Juli 1900 gegründete Abtei wurde am 17. September 1904 von 12 Benediktinerinnen aus der Abtei St. Gabriel in Prag bezogen. Sie steht in der Nachfolge der von der heiligen Hildegard von Bingen gegründeten Klöster Rupertsberg und Eibingen. Das oberhalb von Eibingen von 1900 bis 1904 im neoromanischen Stil neu erbaute Kloster wurde von Fürst Karl zu Löwenstein-Wertheim-Rosenberg gestiftet. Es gehört zur Beuroner Kongregation. Die wichtigsten Räume, wie Kirche, Chor und Bibliothek, wurden bei der Gründung von Künstlermönchen der Beuroner Kunstschule ausgemalt.
Am 2. Juli 1941 wurden die Schwestern im Zuge des Klostersturms der Nationalsozialisten von der Gestapo vertrieben und konnten erst nach Kriegsende am 2. Juli 1945, dem Gründungstag, zurückkehren. 1988 besiedelte ein kleiner Konvent von Schwestern aus der Abtei St. Hildegard das Kloster Marienrode bei Hildesheim neu. Marienrode war bis 1998 ein von Eibingen abhängiges Priorat und wurde später unabhängig. Äbtissin von Rupertsberg und Eibingen ist seit Januar 2023 die frühere Priorin Katharina Drouvé OSB. Sie ist die 41. Nachfolgerin der heiligen Hildegard von Bingen.
Dem Lebensunterhalt der Gemeinschaft dienen das Klosterweingut, der Klosterladen, die Kunstwerkstätten und ein Gästehaus. Auch werden Wallfahrer und Pilger zum Schrein der hl. Hildegard in der Pfarrkirche von Eibingen betreut.

### Äbtissinnen

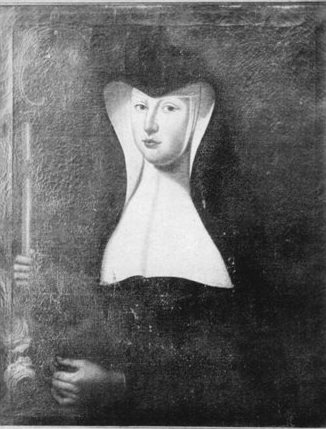
Philippine zu Guttenberg, die letzte Äbtissin der alten Abtei Beatae Mariae Virginis in Eibingen

#### Äbtissinnen der Abtei Beatae Mariae Virginis
- Hildegard von Bingen (* 1098; † 1179), Gründerin und erste Äbtissin der Gemeinschaft
- 1373–1417 Benigna von Algesheim
- Katharina von Kreuznach, 1529 erwähnt

Seit 1603 führen die Äbtissinnen den Titel „von Rupertsberg und Eibingen“
- 1577–1611 Kunigunde Frey von Dehrn
- 1611–1642 Anna Lerch von Dirmstein, † 1660
- 1642–1666 Magdalena Ursula von Sickingen[3]
- 1666–1669 Cunigunde Schütz von Holtzhausen
- 1670–1692 Maria Scholastica von Manteuffel
- 1692–1711 Maria Anna Ulner von Dieburg
- 1711–1740 Maria Antonetta Mühl zu Ulmen
- 1740–1768 Caroline von Brambach
- 1768–1780 Maria Benedicta von Dumont
- 1780–1788 Hildegard von Rodenhausen
- 1791–1804 Philippine zu Guttenberg, letzte Äbtissin

Das alte Kloster im Ortsteil Eibingen wurde wegen der Säkularisation 1803 aufgehoben. Durch den Reichsdeputationshauptschluss fielen das Kloster und seine Besitzungen an den Fürsten zu Nassau. 1831 erwarb die Eibinger Pfarrgemeinde Kloster und Kirche, weswegen sich die Reliquien der hl. Hildegard bis in die Gegenwart in der Eibinger Pfarrkirche und nicht in der ihr geweihten Abtei befinden.

#### Äbtissinnen der Abtei St. Hildegard
Die Äbtissinnen von Rupertsberg und Eibingen stehen in der Sukzession Hildegards von Bingen. Nach der Wiedererrichtung des Klosters oberhalb von Eibingen 1904 wurden folgende Schwestern vom Konvent zur Äbtissin gewählt:
- 1908–1955 Regintrudis Sauter
- 1955–1978 Fortunata Fischer
- 1978–1998 Edeltraud Forster
- 1998–2000 Gisela Happ, Priorin-Administratorin
- 2000–2016 Clementia Killewald
- 2016–2023 Dorothea Flandera
- 2023–0000 Katharina Drouvé[2][4]

## Orgel
Die Orgel der Abteikirche wurde im Jahre 2004 – anlässlich des 100-jährigen Jubiläums der Abtei – von der Orgelbaufirma Romanus Seifert & Sohn aus Kevelaer gebaut. Die Register des Positivs (II. Manuals) werden – mit Ausnahme der Syflöth 2' – über Wechselschleifen aus dem Hauptwerk extrahiert.
| I Hauptwerk C–c4 |                |         |
| 01.              | Principal      | 16′     |
| 02.              | Octav          | 08′     |
| 03.              | Viola di Gamba | 08′     |
| 04.              | Grobgedackt    | 08′     |
| 05.              | Spitzflöth     | 08′     |
| 06.              | Quintatön      | 08′     |
| 07.              | Octav          | 04′     |
| 08.              | Flauth douce   | 04′     |
| 09.              | Rohrflauth     | 04′     |
| 10.              | Nasat          | 03′     |
| 11.              | Super Octav    | 02′     |
| 12.              | Terz           | 01 3⁄5′ |
| 13.              | Mixtur         | 01 ⁄3′  |
| 14.              | Cymbel         | 01′     |
| 15.              | Cornett        | 03′     |
| 16.              | Trombetten     | 08′     |
| 17.              | Krumbhorn      | 08′     |

| II Positiv C–c4 |                  |        |
| 18.             | Octav            | 8′     |
| 19.             | Viola di Gamba 0 | 8′     |
| 20.             | Grobgedackt      | 8′     |
| 21.             | Spitzflöth       | 8′     |
| 22.             | Quintatön        | 8′     |
| 23.             | Octav            | 4′     |
| 24.             | Flauth douce     | 4′     |
| 25.             | Rohrflauth       | 4′     |
| 26.             | Nasat            | 3′     |
| 27.             | Super Octav      | 2′     |
| 28.             | Terz             | 1 3⁄5′ |
| 29.             | Mixtur           | 1 ⁄3′  |
| 30.             | Cymbel           | 1′     |
| 31.             | Syflöth          | 2′     |
| 32.             | Trombetten       | 8′     |
| 33.             | Krumbhorn        | 8′     |

| III Schwellwerk C–c4 |                 |        |
| 34.                  | Borduen         | 16′    |
| 35.                  | Principal       | 08′    |
| 36.                  | Solicional      | 08′    |
| 37.                  | Coppel          | 08′    |
| 38.                  | Unda Maris      | 08′    |
| 39.                  | Flöth von Holtz | 08′    |
| 40.                  | Flauth travers  | 04′    |
| 41.                  | Salicet         | 04′    |
| 42.                  | Hohlflöth       | 04′    |
| 43.                  | Quinte          | 03′    |
| 44.                  | Flageolet       | 02′    |
| 45.                  | Mixtur          | 01 ⁄3′ |
| 46.                  | Fagott          | 16′    |
| 47.                  | Posaun          | 08′    |
| 48.                  | Hautbois        | 08′    |
| 49.                  | Vox humana      | 08′    |
|                      | Beben           |        |

| Pedal C–f1 |                  |     |
| 50.        | Gedackter Bahs 0 | 32′ |
| 51.        | Subbahs          | 16′ |
| 52.        | Principalbahs    | 16′ |
| 53.        | Gedacktbahs      | 08′ |
| 54.        | Octavbahs        | 08′ |
| 55.        | Super Octav      | 04′ |
| 56.        | Posaunbahs       | 32′ |
| 57.        | Posaune          | 16′ |
| 58.        | Trombettbahs     | 08′ |

- Koppeln:
  - Normalkoppeln: II/I, III/I, III/II, I/P, II/P, III/P
  - Suboktavkoppel: II/I

## Glocken
Schon im Jahr 1908 goss die renommierte Glockengießerei Otto aus Hemelingen ein vierstimmiges Bronzeglockengeläut für die Klosterkirche. Die Glocken dieses Geläutes wurden im Zweiten Weltkrieg beschlagnahmt und eingeschmolzen. Im Jahr 1951 lieferte die Gießerei Otto vier neue Glocken mit einer gelungenen harmonischen Schlagtonreihe.
Geläutedisposition:  es′+2 – f′+2 – as′+2 – b′+2 – a′′-3
| Nr. | Name         | Masse (kg) | Ø (mm) | Schlagton (16tel) | Abklingdauer (Sec.) | Klangverlauf         | Gussjahr | Glockengießer            | Inschrift |
| 1   | Michael      | 1400       | 1302   | es1+2             | 96                  | ruhig                | 1951     | Otto / Bremen-Hemelingen | QUIS.UT.DEUS, Gießerzeichen, 1951 |
| 2   | Benedikt     | 950        | 1144   | f1+2              | 73                  | ruhig                | 1951     | Otto / Bremen-Hemelingen | OPERI.DEI.NIHIL.PRAEPONATUR, Gießerzeichen, 1951 |
| 3   | Hildegard    | 502        | 945    | as1+2             | 63                  | leicht wellig, ruhig | 1951     | Otto / Bremen-Hemelingen | O.AURORA.COLLIGE.MEMBRA.FILII.TUI.AD.COELESTEM.HARMONIAM, Gießerzeichen, 1951 |
| 4   | Maria        | 335        | 830    | b1+2              | 59                  | schwebend ruhig      | 1951     | Otto / Bremen-Hemelingen | AVE.MARIA, Gießerzeichen, 1951 |
| 4   | Gebetsglocke | ca. 65     | 487    | a2-3              | 24                  | ruhig                | 19. Jh.  | F.& A. Causard / Colmar  | GLOCKENGIESSEREI VON F & A CAUSARD COLMAR STRASSBURG Vorderseite mit bärtigen Männerköpfen verziert, Flanke: Kreuz mit Korpus, Rückseite stehende Madonna m. Kind, Fries aus Büten u. Blättern |

## Schriften der Abtei (Auswahl)
Schriften aus der Reihe Hildegard von Bingen. Werke:
- Wisse die Wege (= Hildegard von Bingen. Werke. Band I), hrsg. von der Abtei St. Hildegard, Eibingen, neu übersetzt von Mechthild Heieck. Beuroner Kunstverlag, 2010, ISBN 978-3-87071-211-2.
- Ursprung und Behandlung der Krankheiten. Causae et Curae (= Hildegard von Bingen. Werke. Band II), hrsg. von der Abtei St. Hildegard, Eibingen, neu übersetzt von Ortrun Riha. Beuroner Kunstverlag, 2011, ISBN 978-3-87071-248-8.
- Das Leben der heiligen Hildegard von Bingen. Vitae sanctae Hildegardis (= Hildegard von Bingen. Werke. Band III), hrsg. von der Abtei St. Hildegard, Eibingen, neu übersetzt von Monika Klaes-Hachmöller mit einer Einführung von Michael Embach. Beuroner Kunstverlag, 2013, ISBN 978-3-87071-262-4.
- Lieder Symphoniae. (= Hildegard von Bingen. Werke. Band IV), hrsg. von der Abtei St. Hildegard, Eibingen, neu übersetzt von Barbara Stühlmeyer. Beuroner Kunstverlag, 2012, ISBN 978-3-87071-263-1.
- Heilsame Schöpfung – Die natürliche Wirkkraft der Natur. Physica (= Hildegard von Bingen. Werke. Band V), hrsg. von der Abtei St. Hildegard, Eibingen, neu übersetzt von Ortrun Riha. Beuroner Kunstverlag, 2012, ISBN 978-3-87071-271-6.
- Das Buch vom Wirken Gottes. Liber Divinorum Operum (= Hildegard von Bingen. Werke. Band VI), hrsg. von der Abtei St. Hildegard, Eibingen, neu übersetzt von Mechthild Heieck. Beuroner Kunstverlag, 2012, ISBN 978-3-87071-272-3.
- Das Buch der Lebensverdienste. Liber vitae meritorum (= Hildegard von Bingen. Werke. Band VII), hrsg. von der Abtei St. Hildegard, Eibingen. Übersetzt und eingeleitet von Maura Zatonyi OSB. Beuroner Kunstverlag, 2014, ISBN 978-3-87071-314-0.
- Briefe. Epistulae (= Hildegard von Bingen. Werke. Band VIII), hrsg. von der Abtei St. Hildegard, Eibingen. Beuroner Kunstverlag, 2012, ISBN 978-3-87071-285-3.

Weitere Publikationen:
- Hiltrud Gutjahr OSB, Maura Záthonyi OSB: Geschaut im lebendigen Licht. Die Miniaturen des Liber Scivias der Hildegard von Bingen, erklärt und gedeutet. Mit einer kunsthistorischen Einführung von Lieselotte Saurma-Jeltsch, hrsg. von der Abtei St. Hildegard, Eibingen. Beuroner Kunstverlag, 2011, ISBN 978-3-87071-249-5.